# Cratere Michelangelo
Michelangelo è un cratere d'impatto presente sulla superficie di Mercurio, a 44,9° di latitudine sud e 109,73° di longitudine ovest. Il suo diametro è superiore ai 200 km.
Il cratere è dedicato all'artista rinascimentale italiano Michelangelo Buonarroti. A suo volta il cratere dà il nome alla maglia H-12, precedentemente nota come Solitudo Promethei.